# هانس روت (لاعب جمباز فني)
هانس روت (بالألمانية: Hans Roth)‏ هو لاعب جمباز فني ألماني، (و. 1890  م).

## وصلات خارجية
- هانس روث على موقع أوليمبيديا (الإنجليزية)